# Anarmostus
Anarmostus is een vliegengeslacht uit de familie van de roofvliegen (Asilidae).

## Soorten
- A. iopterus (Wiedemann, 1828)